# Troy (Pennsilvània)
Troy és una població dels Estats Units a l'estat de Pennsilvània. Segons el cens del 2000 tenia 1.508 habitants.

## Demografia
Segons el cens del 2000, Troy tenia 1.508 habitants, 581 habitatges, i 327 famílies. La densitat de població era de 746,5 habitants/km².
Dels 581 habitatges en un 26,2% hi vivien nens de menys de 18 anys, en un 43% hi vivien parelles casades, en un 10,3% dones solteres, i en un 43,7% no eren unitats familiars. En el 37,2% dels habitatges hi vivien persones soles el 22,5% de les quals corresponia a persones de 65 anys o més que vivien soles. El nombre mitjà de persones vivint en cada habitatge era de 2,3 i el nombre mitjà de persones que vivien en cada família era de 3.
Per edats la població es repartia de la següent manera: un 20,1% tenia menys de 18 anys, un 8,6% entre 18 i 24, un 28,6% entre 25 i 44, un 23,3% de 45 a 60 i un 19,4% 65 anys o més.
L'edat mediana era de 41 anys. Per cada 100 dones de 18 o més anys hi havia 63,3 homes.
La renda mediana per habitatge era de 27.426$ i la renda mediana per família de 41.667$. Els homes tenien una renda mediana de 30.625$ mentre que les dones 20.972$. La renda per capita de la població era de 16.963$. Entorn del 8,2% de les famílies i el 21,1% de la població estaven per davall del llindar de pobresa.

## Poblacions més properes
El següent diagrama mostra les poblacions més properes.